# Петляш, Елена Дионисьевна
Еле́на Диони́сьевна (Дени́совна) Пе́тляш (Пе́тляш-Барило́тти) (настоящая фамилия — Петрова; 29 июня [11 июля] 1890, Харьков — 4 октября 1971, Киев) — советская украинская оперная певица (драматическое сопрано) и педагог.

## Биография
Родилась 29 июня (11 июля по новому стилю) 1890 года в Харькове. Дочь артистов М. К. Садовской-Барилотти и Д. Н. Мовы (настоящая фамилия Петров).
В 1910—1913 годах обучалась пению в Киевской музыкально-драматической школе им. Н. В. Лысенко (в классе Е. Муравьевой). В 1913—1916 годах училась в Риме у Антонио Котоньи.
Сценическую деятельность начала в 1906 года (по другим данным в 1907 году) в киевской труппе Украинского музыкально-драматического театра Н. К. Садовского. Первоначально выступала в драматических постановках, затем пела партии в опере. В 1913—1916 годах Петляш была солисткой Киевской оперы (антреприза М. Ф. Багрова). Выступала в Одессе (1916—1918, 1923—1925), Житомире (1921—1922), Тифлисе (1922—1923). В 1926—1927 годах снова работала в Киеве в Киевском театре оперы и балета, дебютировав в партии Аиды одноимённой оперы Дж. Верди. Елена Петляш за свою долгую артистическую жизнь выступала во многих городах России — в Ленинграде, Казани, Саратове, Ереване.
После Великой Отечественной войны жила в Киеве, занималась частной педагогической практикой.
Артистка записывалась на грампластинки в Киеве («Интернациональ Экстра Рекорд», 1909; «Фаворит», 1911). Интересно, что в 1912 году впервые киевской фирмой «Экстрафон» были выпущены пластинки с украинской музыкой — народными песнями на слова Т. Г. Шевченко и других авторов. Первыми из них были семь песен в исполнении хора М. А. Надеждинского, шесть песен тенора И. Е. Гриценко и шесть песен сопрано Елены Петляш.